# Cork Institute of Technology
Das Cork Institute of Technology (kurz: CIT; Irisch: 
Institiúid Teicneolaíochta Chorcaí) war eine 1974 gegründete technische Hochschule in Cork, Irland. Bis ins Jahr 2020 hatte sie 17.000 Studenten in den Fächern Kunst, Wirtschaftswissenschaften, Ingenieurwesen, Musik, Theater und Naturwissenschaften. Mit Wirkung zum 1. Januar 2021 verschmolz das CIT mit dem Institute of Technology, Tralee und ist seither in der Munster Technological University aufgegangen, Irlands zweiter jemals gegründeten Technischen Universität.
Das CIT bestand aus zwei Fakultäten (Ingenieurs- und Wirtschaftswissenschaft) und drei Colleges (Art and Design, School of Music, National Maritime College). Mit Stand vom Mai 2020 hatte das CIT 1.465 Mitarbeiter, von denen 863 wissenschaftliche Mitarbeiter waren. Die Hochschule wurde von der Sunday Times mehrmals als Institute of Technology of the Year ausgezeichnet.

## Geschichte
Im Jahr 1974 wurde Cork Regional Technical College (RTC) gegründet und verschmolz 1976 mit dem schon 1912 gegründeten Crawford Municipal Technical Institute. Auf Grundlage des Regional Technical Colleges Act 1992 eröffnete es die Cork School of Music und das Crawford College of Art and Design im Jahr 1993. Vier Jahre später wurde es in seinen bis 2020 gültigen Namen umbenannt.
Im März 2008 wurde bekannt, dass sich das CIT auf den Status als Universität bewarb. Ab 2012 wurde ein Zusammenschluss der CIT und des Institute of Technology, Tralee (ITT) sowie des Waterford Institute of Technology (WIT) geplant. Dieser kam jedoch nicht zustande, da das CIT ablehnte, die Schulden der ITT zu übernehmen. Im Mai 2020 verkündete Taoiseach Leo Varadkar die formelle Genehmigung für die beiden Institute ITT und CIT sich zu Technischen Universität zusammenzuschließen.
Seit dem 1. Januar 2021 besteht seither nur noch die Munster Technological University.

## Campus
Der Hauptcampus in Cork hat etwa acht Hektar und liegt in Bishopstown, einem westlichen Vorort von Cork. Es befinden sich dort ein Versammlungsraum, Unterrichtsräume, Labore, Zeichenstudios, eine Bibliothek und Forschungseinrichtungen. Auf dem Sportplatz befinden sich eine Sportarena mit Laufstrecke, Tennishalle, einem Fitnessstudio und eine Rasenfläche sowie ein Schwimmbad. Der Campus hat mehrere Preise für seine Architektur gewonnen.

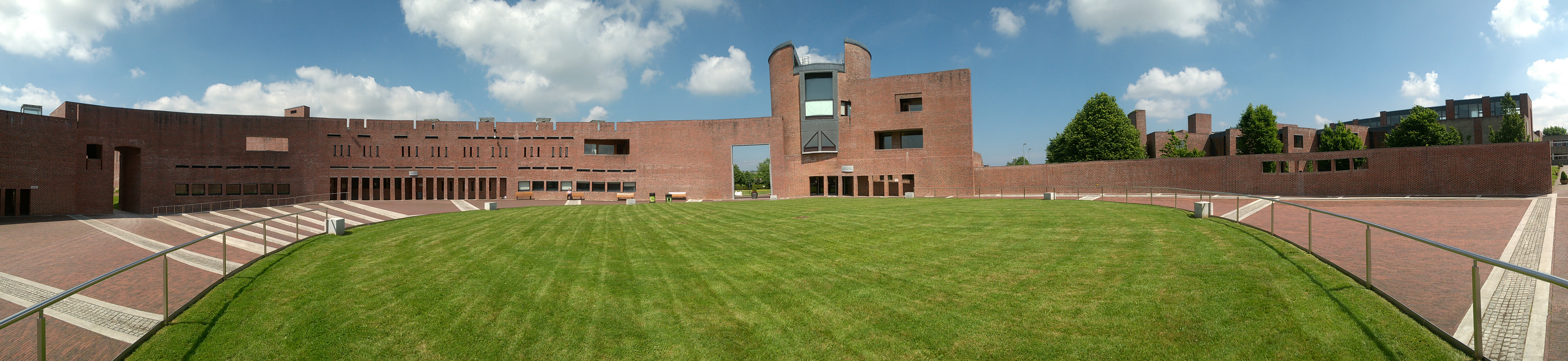
MTU Cork, Bishopstown Campus

## Weiterführendes
- Offizielle Website der Munster Technological University